# Čikečka vas
Čikečka vas (mađarski: Csekefa) je naselje u slovenskoj Općini Moravskim Toplicama. Čikečka vas se nalazi u pokrajini Prekomurju i statističkoj regiji Pomurju. 

## Stanovništvo
Prema popisu stanovništva iz 2002. godine naselje je imalo 95 stanovnika.